# Гаджимурадов Рамазан Ірбайханович
Рамазан Ірбайханович Гаджимурадов (рос. Рамазан Ирбайханович Гаджимурадов, нар. 9 січня 1998, Хасав'юрт, Росія) — російський футболіст, вінгер клубу «Урал».
На правах оренди грає в клубі «Динамо» (Махачкала).

## Ігрова кар'єра
Рамазан Гаджимурадов до 11 років займався боротьбою. Згодом він почав займатися футболом у московському клубі ФШМ. Перед сезоном 2017/18 футболіст перейшов до іншого клубу з Москви - «Велес», де два сезони грав у Другій лізі чемпіонату Росії.
Мав ряд запрошень із російських клубів але перед початком сезону Рамазан перейшов до клубу Першої ліги СКА-Хабаровськ. Де за визнанням вболівальників команди став автором кращого голу і кращим футболістом за результатами сезону.
У січні 2021 року Гаджимурадов перейшов до клубу РПЛ «Урал», у складі якого дебютував у вищому дивізіоні. У лютому 2023 року вінгер до кінця сезону відправився в оренду у клуб Першої ліги «Динамо» (Махачкала).